# Secessió
Una secessió és l'acte de retirar-se d'una organització, unió o entitat política. Típicament, hi ha un fort factor diferencial que motiva la retirada. La paraula deriva del llatí secessio. que significa «apart, col·loqui reservat» i més tard «secessió i retirada».
La secessió pot ser un fet o un dret. Com a dret el fenomen polític de la secessió requereix la prèvia existència d'un Estat Federal o Confederal, del qual forma part l'Estat que manifesta la seva voluntat de separar-se'n. La secessió en els fet es semblant a la independència o el cisma: separar-se d'una entitat política amb la qual hom ha estat unit per formar una entitat o estat nou.
Quan afecta a un territori o divisió administrativa, la secessió es pot produir de diverses maneres. D'una banda cal observar si l'antiga unitat es dissol en fragments o bé una porció se'n separa però la resta roman idèntica. D'altra banda cal analitzar si la nova entitat esdevé un nou agent com un tot independent o bé s'agrega a altres entitats veïnes (relació amb l'irredemptisme) o fins i tot es divideix en territoris més petits diferents. Per acabar, cal distingir entre el poder dels territori afectats i si aquesta secessió inclou minories contràries a la separació.